# Wanda Vázquez Garced
Wanda Vázquez Garced (San Juan, Porto Rico; 9 de julho de 1960) é uma advogada portoriquenha. É a 13.ª governadora de Porto Rico, sendo a segunda mulher em ocupar a governação de Porto Rico.
Vázquez Garced foi nomeada Secretária de Justiça de Porto Rico em 2017 pelo Governador Ricardo Rosselló. Depois de que este se demitisse do seu cargo, Vázquez Garced foi juramentada governadora de Porto Rico, depois da inconstitucional juramentação de Pedro Pierluisi.

## Biografia
Vázquez Garced nasceu em San Juan, Porto Rico. Começou os seus estudos primários nas escolas Ramón Marín e Margarita Janer em Guaynabo, Porto Rico. Vázquez interessou-se pela lei a tenra idade. Ela disse numa entrevista que costumava ver programas de televisão como Hawaii Five-O com o seu pai, o que a levou a se dar conta de que queria seguir uma carreira nesse sentido. Vázquez Garced estudou na Universidade de Porto Rico, onde completou a sua licenciatura. Após isso, completou um Juris Doutor na Faculdade de Direito da Universidade Interamericana de Porto Rico.
Durante a década de 1980, Vázquez trabalhou para o Departamento de Moradia de Porto Rico. Logo trabalhou como promotora de distrito para o Departamento de Justiça de Porto Rico durante 20 anos. Vázquez é especializada em casos de abuso doméstico e sexual. Também trabalhou na Divisão do Penal da Promotoria de Bayamón. Em 2010, Vázquez foi designado para substituir a Ivonne Feliciano como chefa do Escritório de Direitos das Mulheres da ilha “Procuradora da mulher” baixo a administração do então governador de Porto Rico Luis G. Fortuño Burset. a 30 de novembro de 2016, o governador eleito Ricardo Rosselló a nomeou para o cargo de Secretário de Justiça de Porto Rico. Foi confirmada e jurada a 18 de janeiro de 2017.

### Crise no Porto Rico de 2019
Esperava-se que Vázquez Garced se convertesse em Governadora de Porto Rico após a renúncia de Ricardo Rosselló a 2 de agosto de 2019. Desde que foi anunciada como possível governadora, encontrou-se com uma significativa oposição, apesar de que legalmente deva assumir funções como governadora, e alguns já pedem a sua renúncia devido às denúncias de corrupção e a incapacidade de abordar a violência de género no estado. Os protestos contra a sua sucessão como governadora já têm tido lugar, a mais notável delas é a marcha de Somos Mais um título que alude a um canto popular durante os protestos que pedem a renúncia de Rosselló. O hashtag #WandaRenuncia começou a aparecer no Twitter pouco depois da renúncia de Rosselló na noite da 24 de julho. No entanto a 28 de julho confirmou que não tinha interesse em juramentarse como governadora. Não obstante, depois da crise gerada ao não se ter confirmado a Pedro Pierluisi como secretário de Estado por parte da Assembleia Legislativa, é muito provável que Vázquez devia assumir como governador, depois de ter aceitado a sucessão mas «com renúncia», apesar de não querer o cargo.

## Governadora de Porto Rico
A 2 de agosto de 2019, Pierluisi juramentou como governador. Não obstante, o Tribunal Supremo de Porto Rico [es] declarou inconstitucional dita acção, pelo que, legalmente, Wanda Vázquez teve que assumir como governadora de Porto Rico a 7 de agosto, cargo no que deverá se manter até 1 de janeiro de 2021.
Vázquez disse que quer recuperar os fundos de ajuda do furacão Maria e revisar todos os contratos governamentais que se estão a administrar correctamente e livres de corrupção. Afirmou querer trabalhar com o presidente Donald Trump para ajudar à ilha de Porto Rico e seus 3.2 milhões de habitantes, uma grande crise com o qual teve que manejar foi os sismos que açoitaram à ilha a princípios do ano 2020. Confirmou que todos os contratos assinados por Ricardo Rosselló seriam revisados. Ao mesmo tempo, a HUD (Moradia e Desenvolvimento Urbano) declarou que os fundos para recuperação pelos furacões outorgar-se-ão paulatinamente, o HUD federal aprovou 20 bilhão de dólares em fundos de reconstrução.
Depois de ter dito em várias ocasiões que só governaria até 31 de dezembro de 2020, a 16 de dezembro de 2019, Vázquez anunciou a sua candidatura para a governação pelo Partido Nuevo Progresista para as Eleições gerais de Porto Rico de 2020 [es].
A 12 de março de 2020, declarou o estado de emergência no Porto Rico e activou à Guarda Nacional como resultado da pandemia de doença por coronavirus no Porto Rico.